# Bozzolo
Bozzolo is een gemeente in de Italiaanse provincie Mantua (regio Lombardije) en telt 4064 inwoners (31-12-2004). De oppervlakte bedraagt 18,8 km², de bevolkingsdichtheid is 227 inwoners per km².

## Demografie
Bozzolo telt ongeveer 1648 huishoudens. Het aantal inwoners daalde in de periode 1991-2001 met 5,5% volgens cijfers uit de tienjaarlijkse volkstellingen van ISTAT.
| Jaar | Inwoneraantal |
| ---- | ------------- |
| 1991 | 4323          |
| 2001 | 4086          |

## Geografie
De gemeente ligt op ongeveer 30 m boven zeeniveau.
Bozzolo grenst aan de volgende gemeenten: Acquanegra sul Chiese, Calvatone (CR), Marcaria, Rivarolo Mantovano, San Martino dall'Argine, Tornata (CR).

## Externe link

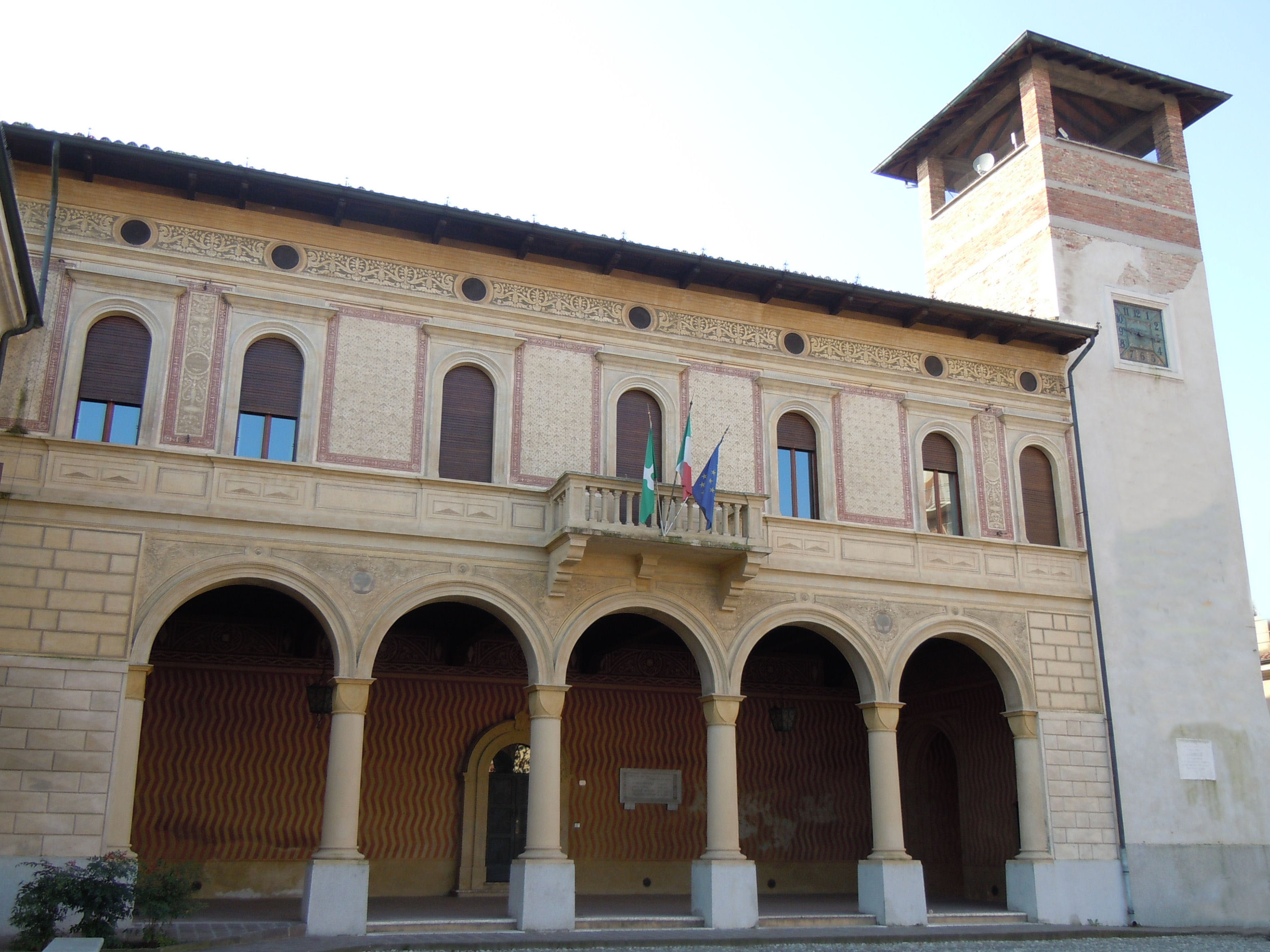
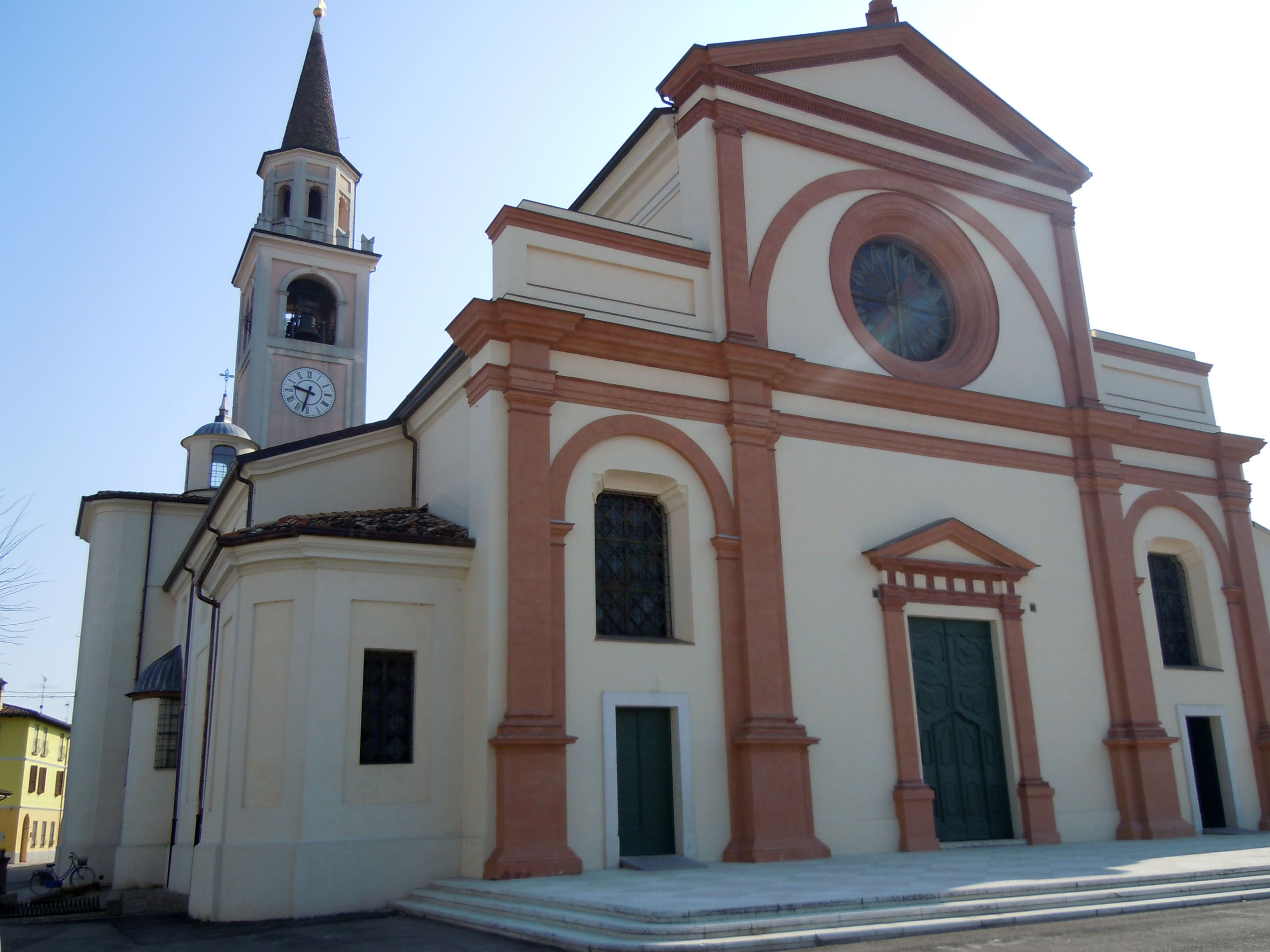